# ژوژا بنک
ژوژا بنک (انگلیسی: Zsuzsa Bánk؛ زادهٔ ۲۴ اکتبر ۱۹۶۵) نویسنده، و رمان‌نویس اهل آلمان است.